# Lokrur
Lokrur es un poema mitológico islandés de ciclo rímur fechado sobre el año 1400. Narra el viaje del dios Thor a Útgarða-Loki, un mito que también se conserva en la obra de la Edda prosaica, Gylfaginning de Snorri Sturluson del siglo XIII. Comparada con Gylfaginning, la versión de Lokrur se encuentra mucho más detallada, con descripciones más desarrolladas donde Gylfaginning ofrece un texto más terso e inteligible. El ciclo se compone de cuatro rímur, la primera rima en métrica stafhent y el resto en ferskeytt. La rímur solo se ha conservado en un manuscrito medieval, Skálholtsbók.

## Sinopsis

### Primerrímur
El primer verso de la primera rímur se dirige a una mujer a quien se le pide que escuche y atienda la historia. La rímur entonces presenta a los dioses Odín, Thor y Loki (versos 2-5). La historia comienza con Thor preguntando a Loki si le ayuda a reunirse con su tocayo Útgarða-Loki (v. 6-7). Loki es reacio, advirtiendo que Útgarða-Loki es en realidad un temible troll (v. 8). Thor le contesta a Loki que él le rescatará en el caso de encontrarse en problemas y le ordena prepararse (v. 9). Thor toma su martillo y sus machos cabríos y comienza el viaje (v. 10). 
Después de recorrer una larga distancia, Thor y Loki llegan a una pequeña casa con un hombre esperando afuera que ofrece alojamiento (v. 11-12). Es un granjero que tiene dos niños, Þjálfi y Röskva (v. 13). Þjálfi y Thor se dirigen a la sala mientras Loki mata a los cabríos y prepara la comida, y Thor se lo ofrece a aquellas gentes (v. 14-15). Thor y los demás comen vigorosamente mientras Þjálfi parte una pata para acceder al tuétano (v. 15-16). Al día siguiente Thor resucita a los machos cabríos con su martillo y se percata de que uno de ellos tiene una pata herida (v. 17-20). Thor se enfada, pero el granjero le ofrece la reconciliación (v. 21-23). Thor reclama a Þjálfi y Röskva como sirvientes y el granjero accede, ambos contentos con el acuerdo (v. 24-26).
Thor deja a los cabríos con el granjero y sigue su camino a pie con sus compañeros de viaje, caminando hasta el anochecer (v. 27-28). Encuentran un refugio en el bosque, amplio y muy bien hecho, con un techo recio y grandes puertas. Todo decorado con oro (v. 29-30). Entran en el refugio y duermen (v. 30-31).

### Segundorímur

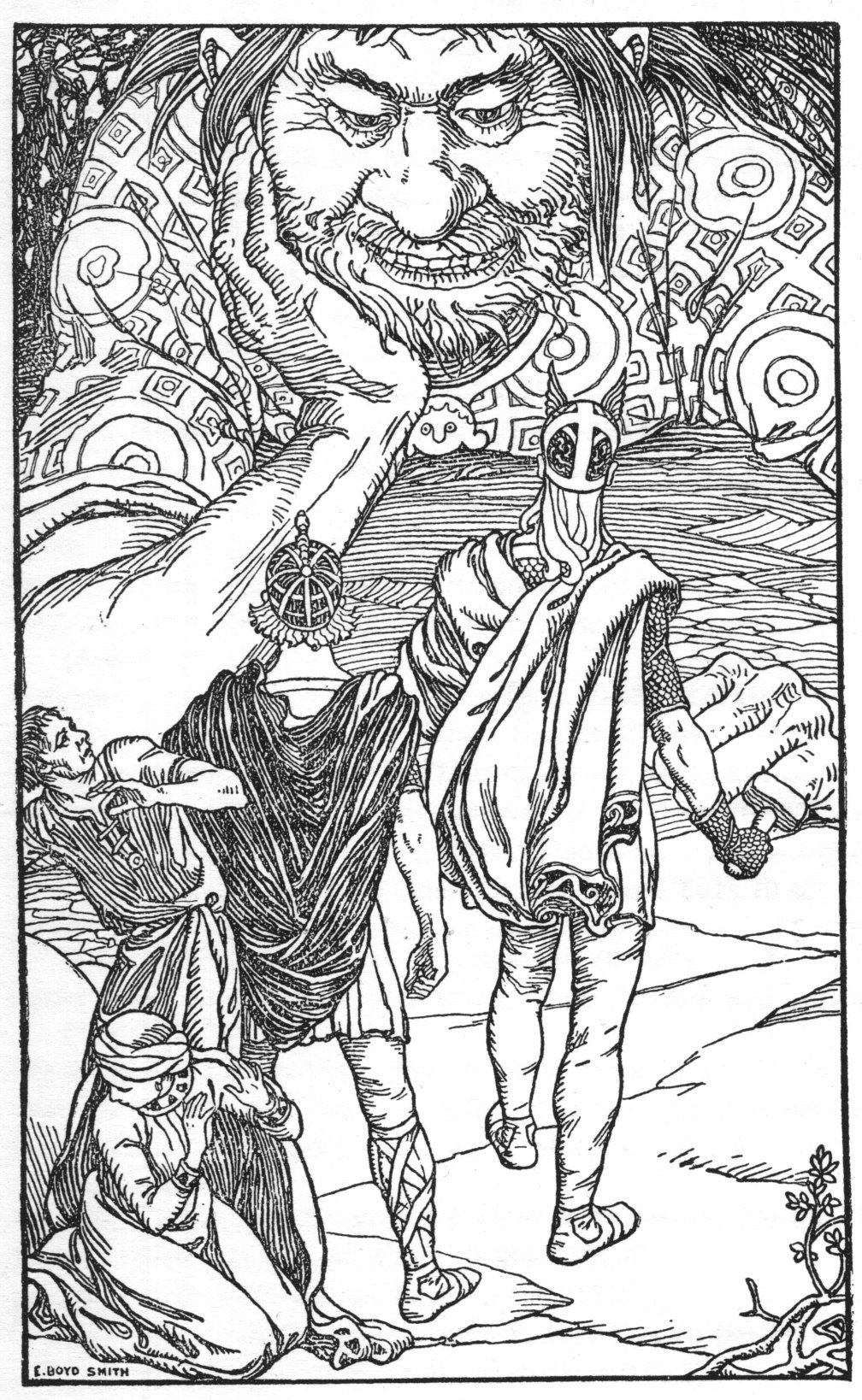
"Soy el gigante Skrymir" (1902), por Elmer Boyd Smith. Thor y sus compañeros encuentran a Skrímnir.

Tan pronto como Thor y sus compañeros se duermen, un fuerte viento sacude el refugio y el bosque (v. 3-4). Ellos vuelven a vestirse y descubren una casita en medio del refugio (v. 5). Thor se sienta frente a la puerta mientras sus compañeros entran (v. 6). Al amanecer Thor se halla fuera y encuentra a un enorme gigante, descrito como largo, duerme como un roble y de ronquido profundo que sacude la tierra (v. 7-16). Thor agarra su martillo, con la intención de matar al gigante, pero en ese preciso momento se despierta y asusta al dios (v. 16-17). El gigante se sienta y saluda amablemente a Thor y sus compañeros (v. 18). Thor pregunta al gigante por su nombre (v. 19) y le contesta que su nombre es Skrímnir y pregunta a dónde se dirigen (v. 20). Thor responde que quiere reunirse con el rey de Útgarðar (v. 21). 
Skrímnir explica a Thor y sus compañeros que la casa donde pasaron la noche era uno de sus guantes y les dice que ellos son muy débiles para tratar ningún asunto visitando Útgarða-Loki, pero que el gigante todavía desea ayudarles a llegar (v. 22-26). Thor acepta y el gigante ata una bolsa con todas sus provisiones dentro (v. 27). Skrímnir les indica el camino adecuado y atraviesan el bosque hasta el anochecer (v. 28-30). Skrímnir elige un lugar para pasar la noche y dice a los demás que coman mientras él se acuesta (v. 30-31). Thor se ve incapaz de desatar la bolsa con las provisiones y se enfada (v. 32-34). Entonces lanza el Mjöllnir al gigante roncador y le golpea en la cabeza (v. 34-35). El gigante se despierta y pregunta si algún desecho de los árboles le había caído encima y si Thor y sus compañeros ya estaban saciados (v. 36-37). Thor contesta que ya han comido y le ruega que vuelva a dormirse otra vez (v. 38). El gigante cae dormido y Thor vuelve a atentar contra él con su martillo, solo consiguiendo despertarlo otra vez (v. 39-41). Al amanecer, Thor hace un tercer intento pero es en vano (v. 42-44). 
Skrímnir les dice que ya están cerca de la fortaleza de Útgarða-Loki y les indica el camino a seguir, mientras el gigante se dirige al norte (v. 45-47). Thor y sus compañeros llegan a una gran y temible fortaleza (v. 48). La rímur finaliza con una tradicional referencia a la poesía y beber a la salud de Odín (v. 49).

### Tercerrímur
A medida que Thor y sus compañeros se acercan a Útgarða-Loki, se encaran a la fuerte puerta de la fortaleza (v. 3-6). Incapaces de abrirla, intentan deslizarse entre las barras (v. 7). Entran al salón y Thor saluda al rey (v. 8-11). Útgarða-Loki les da la bienvenida y pregunta su procedencia, y si de paso son hábiles jugadores de deporte u otro motivo (v. 11-14).
Loki se ofrece a competir comiendo y le asignan un oponente, Logi  (v. 15-16). Ambos comen carne con ferocidad, pero Logi también se traga los cuchillos y los huesos e intenta morder a Loki (v. 17-20). Loki es considerado perdedor y Útgarða-Loki pide un mejor contrincante (v. 21). Þjálfi se ofrece a competir corriendo y sufre una humillante derrota de Hugi (v. 22-27). 

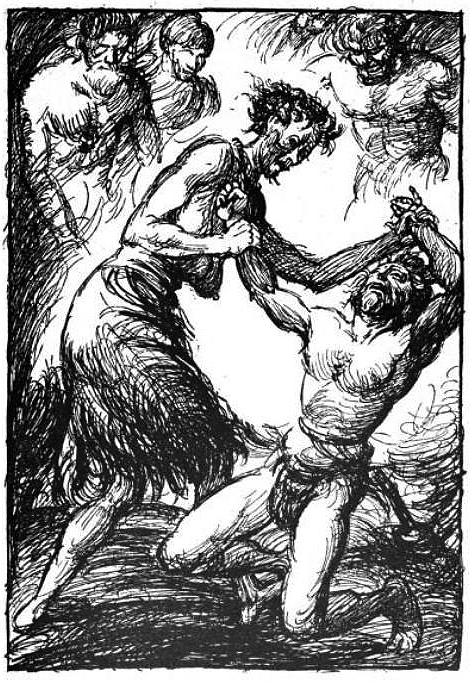
Thor y la anciana luchan, Robert Engels (1919).

Thor quiere competir bebiendo, y Útgarða-Loki pide que traigan su cuerno al salón (v. 28-30). Útgarða-Loki dice que la costumbre es vaciar el cuerno de un solo trago, pero Thor bebe su contenido en tres tragos con poco éxito (v. 31-36). Útgarða-Loki entonces le pide a Thor que levante a su gato pero, pese al gran esfuerzo, Thor tan solo puede levantar una pata del suelo (v. 37-41). Útgarða-Loki le pide que regrese a su asiento y le dice que ha sido grandemente humillado (v. 41-44).

### Cuartorímur
Thor pide a cualquiera que se atreva a retarle en lucha (v. 2). Útgarða-Loki le dice que tiene a su madre, que en su momento sabía pelear, pero que ya no tiene buena salud (v. 3). La mujer llega, es grande y vieja, y comienza la lucha con Thor (v. 4-5). Thor no lo soporta y cae sobre la rodilla (v. 5-8). La mujer se marcha, pero Thor dice que quiere regresar a su hogar en Ásgarðr (v. 9). 
Útgarða-Loki le dice que le conducirá más allá de la fortaleza y entonces le comenta que le ha decepcionado (v. 10-11). Un verso cifrado explica que la bolsa de provisiones fue sellada con engaño (v. 12). Cuando Thor le lanzó el martillo a Skrímnir, le reveló que era la misma persona que Útgarða-Loki, y que el golpe lo frenó una montaña o le hubiera matado (v. 13). Loki perdió el reto de la comida por el fuego (v. 14). El cuerno tenía en su interior el agua del mar y el resultado fue que Thor creó las mareas (v. 15-16). El gato que Thor intentó levantar era en verdad la serpiente Miðgarðsormr y la mujer con quien luchó era Elli, la personificación de la vejez (v. 17-18). Útgarða-Loki maldice a los Æsir y desaparece (v. 19-20). En el último verso del ciclo le bautiza con el nombre de Lokrur (v. 21).